# Jimramov
Jimramov (in tedesco Ingrowitz) è un comune mercato della Repubblica Ceca facente parte del distretto di Žďár nad Sázavou, nella regione di Vysočina.